# Newhall (Iowa)
Newhall es una ciudad ubicada en el condado de Benton en el estado estadounidense de Iowa. En el Censo de 2010 tenía una población de 875 habitantes y una densidad poblacional de 1.069,11 personas por km².

## Geografía
Newhall se encuentra ubicada en las coordenadas 41°59′36″N 91°58′2″O / 41.99333, -91.96722. Según la Oficina del Censo de los Estados Unidos, Newhall tiene una superficie total de 0.82 km², de la cual 0.82 km² corresponden a tierra firme y (0%) 0 km² es agua.

## Demografía
Según el censo de 2010, había 875 personas residiendo en Newhall. La densidad de población era de 1.069,11 hab./km². De los 875 habitantes, Newhall estaba compuesto por el 98.29% blancos, el 1.03% eran afroamericanos, el 0.11% eran amerindios, el 0.34% eran asiáticos, el 0% eran isleños del Pacífico, el 0% eran de otras razas y el 0.23% pertenecían a dos o más razas. Del total de la población el 1.03% eran hispanos o latinos de cualquier raza.